# Одеський німецький педагогічний інститут
Одеський німецький педагогічний інститут (1934—1938) — заклад вищої освіти в Українській РСР..

## Німецький сектор
У 1924 році за рішенням Президії Головного управління професійної освіти України (Укрголовпрофосвіта) при Одеському інституті народної освіти (ІНО) було відкрито німецький сектор (нім. Deutsche Abteilung), основним напрямом діяльності якого була підготовка вихователів та вчителів для німецьких виховних та навчальних закладів — шкіл, дитячих домів, дитячих садків, клубів та бібліотек. За програмою навчання після підготовчих курсів слухачі сектору протягом 4 років продовжували навчання на факультеті соціального виховання. В грудні 1930 року ІНО було розформовано і на його основі утворено 3 інститути, одним з яких був інститут соціального виховання, у складі якого були єврейський та німецький національні відділи. В подальшому Одеський інститут соціального виховання та частина Одеського інституту професійної освіти були перетворені в Одеський педагогічний інститут, якому передавався німецький сектор з заочним відділенням та робітничим факультетом. 3  1934 року на підставі постанови Політбюро ЦК КП(б)У та Ради Народних Комісарів УСРР на базі німецького сектора Одеського педагогічного інституту був відкритий єдиний в Україні Одеський німецький педагогічний інститут (Odessaer Deutsches Padagogisches Institut).

## Німецький інститут
Метою заснування інституту було підготовка вчителів для шкіл німецької меншини в УСРР. Навчання відбувалося на 4-х факультетах: історичному, мовно-літературному, природничо-географічному та фізико-математичному. У 1936—1937 навчальному році в педагогічному інституті навчалися 254 студенти, усі вони були забезпечені стипендією і гуртожитком. В 1937 році  інститут зазнав звинувачень в антирадянській діяльності деяких співробітників та студентів, засміченні «класово-ворожими елементами». 1 листопада 1937 року бюро Одеського обкому КП(б)У, ухваливши постанову «Про стан роботи Одеського німецького педінституту», порушило питання про доцільність дальшого функціонування інституту в місті і переведення його в Республіку німців Поволжя до м. Енгельс. Проте ЦК КП(б)У не погодився з цією пропозицією й зобов'язав Одеський обком КП(б)У «зміцнити» інститут керівними кадрами.
Першим директором інституту став завідувач кафедри педагогіки Одеського педагогічного інституту,  доцент С. С. Флякс.
У липні 1938 року за постановою РНК УРСР про реорганізацію окремих національних шкіл, технікумів, вузів інститут було перетворено на Одеський педагогічний інститут іноземних мов з факультетами германських та  романських мов, який у 1960 році був приєднаний до Одеського державного університету імені І. І. Мечникова в якості факультету романо-германської філології.

## Викладачі
- Бєлозоров Сергій Тихонович  — географ
- Вайнштейн Осип Львович — історик
- Гофман Лев Георгійович  — історик
- Елькін Давид Генріхович — психолог
- Климентов Леонід Вікторович — географ.
- Козак Михайло Павлович — зоолог
- Крижанівський Дмитро Антонович — математик.
- Потапенко Георгій Йосипович — ботанік
- Потапов Петро Осипович — мовознавець
- Трачевський Гнат Митрофанович — історик
- Третьяков Дмитро Костянтинович — зоолог
- Фарбер Матвій Харитонович — економіст
- Флякс Самуїл Самойлович — педагог, перший директор інституту.
- Штрем Альфред Миколайович — філолог.